# Garaioa
Garaioa är en kommun i Spanien.   Den ligger i provinsen Provincia de Navarra och regionen Navarra, i den nordöstra delen av landet, 300 km nordost om huvudstaden Madrid. Antalet invånare är 104. Arean är 21,4 kvadratkilometer. Garaioa gränsar till Abaurrepea/Abaurrea Baja.
Terrängen i Garaioa är kuperad.